# Meuchelbeck
Meuchelbeck ist eine deutsche Fernsehserie, die im fiktiven Ort Meuchelbeck am Niederrhein spielt. Produziert wurden von der Zieglerfilm Köln zwei Staffeln.

## Handlung

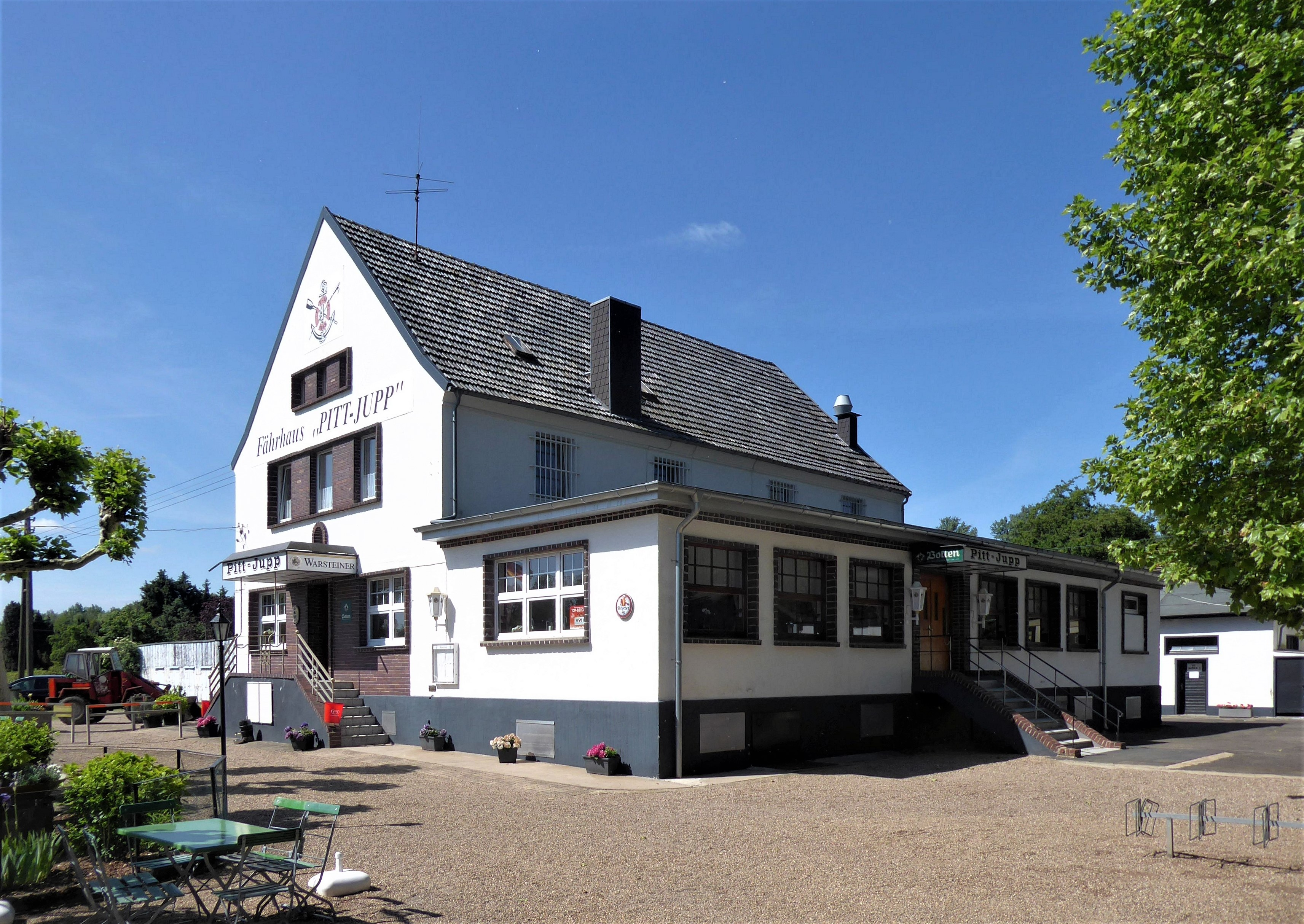
Der Drehort der ersten Staffel, das Fährhaus Pitt-Jupp in Stürzelberg

Markus Lindemann kehrt nach 20 Jahren Abwesenheit mit seiner sechzehnjährigen Tochter Sarah aus Berlin nach Meuchelbeck zurück. Seine Schwester Mechthild von der Waals betreibt nach dem Tod der Eltern den Gasthof „Zum Höllentor“, in dem ebenso wie im restlichen Ort die Zeit stehen geblieben zu sein scheint. In Meuchelbeck trifft Markus auf seine Jugendliebe Julia, die inzwischen mit seinem ehemals besten Freund Oliver verheiratet ist. Im Verlauf der mit einem gewissen Maß an schwarzem Humor erzählten Geschichte werden immer neue skurrile Details aufgedeckt.

## Besetzung

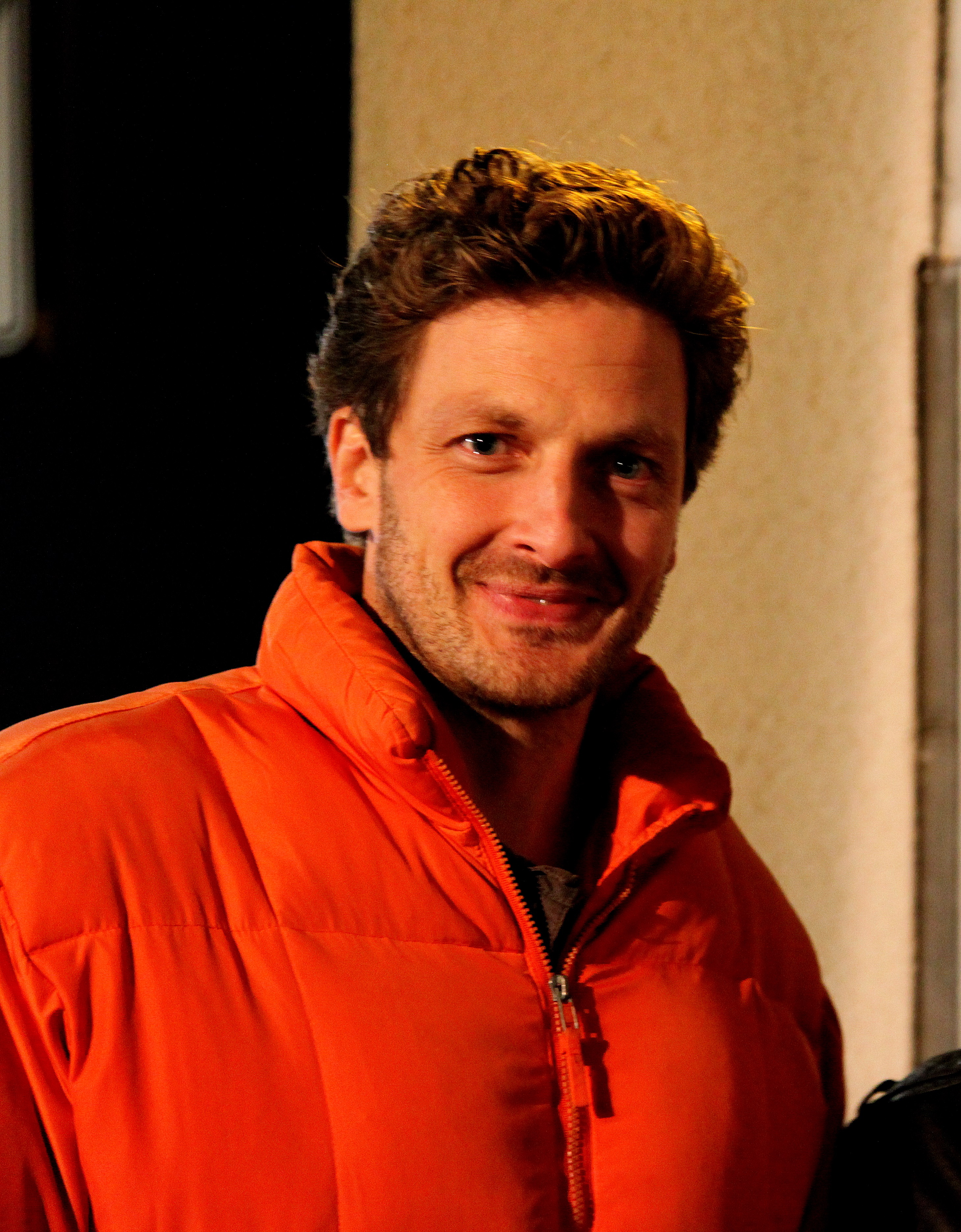
Holger Stockhaus bei den Dreharbeiten zu Meuchelbeck in Köln

### Hauptdarsteller
| Rollenname              | Schauspieler             | Staffeln | Folgen |
| ----------------------- | ------------------------ | -------- | ------ |
| Markus Lindemann        | Holger Stockhaus         | 1–2      | 1–12   |
| Sarah Lindemann         | Janina Fautz             | 1        | 1–6    |
| Sarah Lindemann         | Lotte Becker             | 2        | 7–12   |
| Mechthild von der Waals | Dagmar Sachse            | 1–2      | 1–12   |
| Frauke Vierboom         | Anna Böger               | 1–2      | 1–12   |
| Julia Schmidtkowsky     | Karin Hanczewski         | 1        | 1–6    |
| Julia Schmidtkowsky     | Nadja Becker             | 2        | 7–12   |
| Oliver Schmidtkowsky    | Christian Hockenbrink    | 1–2      | 1–12   |
| Erwin Ingesiep          | Claus Dieter Clausnitzer | 1–2      | 1–12   |
| Pfarrer Seifert         | Luc Feit                 | 1–2      | 1–7    |
| Dennis Preck            | Helgi Schmid             | 2        | 6–12   |

### Nebendarsteller
| Rollenname         | Schauspieler          | Staffeln | Folgen      |
| ------------------ | --------------------- | -------- | ----------- |
| Lutz Weber         | Markus Klauk          | 1        | 1,4–6       |
| Dr. Geerkens       | Hubertus Hartmann     | 1–2      | 1-10        |
| Veronika Geerkens  | Anuk Ens              | 1        | 1–6         |
| Horst Proepper     | Peter Harting         | 1–2      | 1–10        |
| Bauer Hölscher     | Matthias van den Berg | 1–       | 1–          |
| Arndt Vechter      | Nikolaus Benda        | 1–2      | 1, 8, 10–11 |
| Susi Vechter       | Julia Kelz            | 1–2      | 1, 8, 10-11 |
| Cindy Geldermacher | Katrin Heß            | 1–2      | 1–12        |
| René Herrler       | Daniel Drewes         | 1–       | 1–          |
| Lisa Herrler       | Katja Liebing         | 1–       | 1–          |
| Akiko Kobayashi    | Mine Voss             | 1–       | 1–          |
| Hiru Kobayashi     | Sun Jan Liem          | 1–       | 1–          |
| Linda              | Gonny Gaakeer         | 1–       | 1–          |
| Albert             | Rainer Galke          | 1        | 5–6         |
| Jessica Taubmann   | Viola Pobitschka      | 1–       | 1–          |

## Ausstrahlung

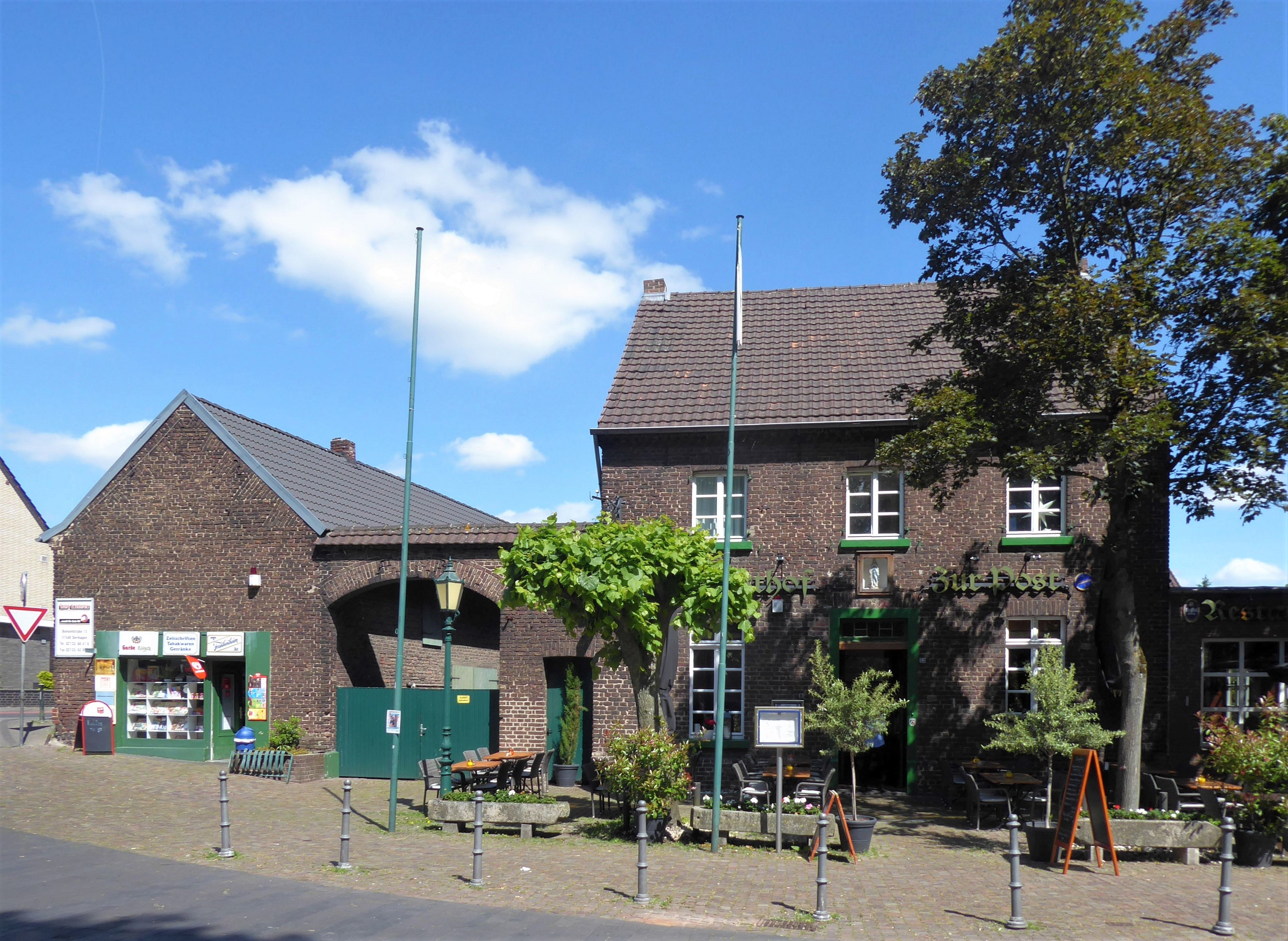
Der Drehort der zweiten Staffel, „Zur Post“ in Zons

Die Erstausstrahlung der sechsteiligen ersten Staffel der Miniserie erfolgte ab dem 24. August 2015 wöchentlich im Rahmen der WDR-Innovationswochen. Die Ausstrahlung wurde ab dem 1. September 2015 wöchentlich in Einsfestival wiederholt. Darüber hinaus war die komplette erste Staffel ab dem 17. August 2015 u. a. in der WDR-Mediathek verfügbar. Die Serie wurde bisher nur in Deutschland ausgestrahlt.
Außerdem stand die Serie über den Video-on-Demand-Anbieter Netflix bis zum 31. Mai 2018 zur Verfügung.
Am 24. Dezember 2015 wurde bekannt gegeben, dass eine zweite Staffel produziert werden soll. Am 5. Juli 2017 wurde bekannt, dass bis voraussichtlich Ende August sechs weitere Folgen gedreht werden. Regie führt erneut Klaus Knoesel, und die Drehbücher stammen wieder von Stefan Rogall.
Die zweite Staffel wurde ab dem 20. Mai 2019 im WDR ausgestrahlt.

## Episodenliste

### Staffel 1
| Nr. (ges.) | Nr. (St.) | Originaltitel               | Erstausstrahlung | Regie         | Kamera         |
| ---------- | --------- | --------------------------- | ---------------- | ------------- | -------------- |
| 1          | 1         | Hier und weg                | 24. Aug. 2015    | Erik Haffner  | Tom Holzhauser |
| 2          | 2         | Schicht um Schicht          | 31. Aug. 2015    | Erik Haffner  | Tom Holzhauser |
| 3          | 3         | Fremdenverkehr              | 7. Sep. 2015     | Erik Haffner  | Tom Holzhauser |
| 4          | 4         | Flagge zeigen               | 14. Sep. 2015    | Klaus Knoesel | Till Müller    |
| 5          | 5         | Ansteckungsgefahr           | 21. Sep. 2015    | Klaus Knoesel | Till Müller    |
| 6          | 6         | Die Hoffnung stirbt zuletzt | 28. Sep. 2015    | Klaus Knoesel | Till Müller    |

### Staffel 2
| Nr. (ges.) | Nr. (St.) | Originaltitel            | Erstausstrahlung | Regie         | Drehbuch      | Kamera         |
| ---------- | --------- | ------------------------ | ---------------- | ------------- | ------------- | -------------- |
| 7          | 1         | Geheimnisträger          | 20. Mai 2019     | Klaus Knoesel | Stefan Rogall | Nils Trümpener |
| 8          | 2         | Gepachtete Wahrheiten    | 20. Mai 2019     | Klaus Knoesel | Stefan Rogall | Nils Trümpener |
| 9          | 3         | Yin und Yang             | 27. Mai 2019     | Klaus Knoesel | Stefan Rogall | Nils Trümpener |
| 10         | 4         | Unter Druck              | 27. Mai 2019     | Klaus Knoesel | Stefan Rogall | Nils Trümpener |
| 11         | 5         | Der Feind in deinem Bett | 3. Juni 2019     | Klaus Knoesel | Stefan Rogall | Nils Trümpener |
| 12         | 6         | Heimat ist ein Gefühl    | 3. Juni 2019     | Klaus Knoesel | Stefan Rogall | Nils Trümpener |

## Rezeption
Das Presseecho zur ersten Staffel war geteilt.

„Die Serie ‚Meuchelbeck‘ jedenfalls ist ein guter Anfang. Sie strotzt geradezu vor ‚Power‘. Es ist alles drin und dran: Das Ensemble ist groß in Form, will heißen: stellt lauter schräge, aber nicht verzeichnete Typen mit staubtrockenem Humor vor. Die Pointen sitzen, das Lokalkolorit passt, und die Dramaturgie (Regie Erik Haffner und Klaus Knoesel) sorgt für einen Cliffhanger nach dem anderen, so dass man am Ende jeder Folge unbedingt wissen will, wie es weitergeht – in Meuchelbeck.“

„Schon der liebevoll gestaltete Vorspann macht deutlich, dass ‚Meuchelbeck‘ nichts mit den gern beschaulichen Regionalreihen gemeinsam hat, die die dritten Programme sonst zeigen, und auch Bildgestaltung (Tom Holzhauser, Till Müller) und Musik (Patrick Schmitz) haben großen Anteil an der ganz speziellen Atmosphäre dieser Miniserie. Allein das Licht in der Gastwirtschaft ist schon eine Kunst für sich. Ein besonderes Lob gebührt Produktionsfirma Zieglerfilm (Köln), die für den WDR auch ‚Die Anrheiner‘ produziert hat, zudem für die Besetzung. Die Schauspieler sind alle keine typischen Hauptdarsteller, die man schon hundert mal gesehen hat, aber ausnahmslos ausgezeichnet, und sie passen vor allem perfekt zu ihren Figuren. ‚Meuchelbeck‘ ist definitiv zu schade, um nur im ‚Dritten‘ zu laufen.“

„Das ist sicher alles irgendwie mystery-mäßig gemeint, schon die nach ‚Breaking Bad‘-Art eierig-leierige Titelmelodie schreit: Hallo, schräg! Doch dann bleibt zum Auftakt zu vieles Klischee: Markus’ überknorrige Schwester Mechthild zum Beispiel. Oder eine übertrieben oft thematisierte, an unpraktischer Stelle eingezogene Wand in der Familienpension, die natürlich ein eingemauertes Geheimnis beherbergt – was ein leidlich erfahrener Seriengucker nach etwa fünf Minuten weiß.“

## Trivia
In der Pilotfolge wird erwähnt, dass sich das nächste Polizeirevier sowie die nächstgelegene Arztpraxis in Wachtendonk befänden. Die Dreharbeiten fanden jedoch weiter südlich u. a. in Dormagen (Stadtteile Mitte, Stürzelberg und Zons) statt. In Zons diente zunächst das Alte Bürgerhaus, das kurz nach den Dreharbeiten abgerissen wurde, als Kulisse für die Polizeiwache. Drehorte der zweiten Staffel waren wieder Dormagen sowie  Grevenbroich und Köln. In Grevenbroich fanden Dreharbeiten in der Alten Schule im Ortsteil Noithausen statt, die als neue Kulisse für die Polizeiwache diente. In Köln wurde seit der zweiten Folge der ersten Staffel in der Lutherkirche im Stadtteil Nippes gedreht.
Für die Produktion wurde das fiktive Kfz-Kennzeichen MEU genutzt.
Bei der Erstausstrahlung im Dritten (WDR) agierte vor jeder Folge Anke Engelke als Fernsehansagerin im Stil der 1970er Jahre.
Am Ende der letzten Folge der ersten Staffel erscheint plötzlich Sarahs totgeglaubte Mutter Jennifer. Diese Wendung wurde aber offensichtlich von den Drehbuchautoren für die zweite Staffel verworfen; in der ersten Folge der zweiten Staffel wird nur kurz erwähnt, dass die Mutter jetzt als Fotoreporterin in Neuseeland tätig sei. Die Figur taucht danach nicht mehr in der Serie auf.